# Christoph de Babalon
Christoph de Babalon est un DJ et producteur allemand, mieux connu pour ses travaux au sein du label Digital Hardcore Recordings d'Alec Empire. Il est aussi cofondateur du label Cross Fade Enter Tainment (CFET).

## Biographie
Christoph de Babalon est né à Hambourg, en Allemagne, et y reste une partie de sa vie jusqu'en 1999 après avoir emménagé à Berlin. Après avoir sorti plusieurs disques sur des labels indépendants allemands, dont l'EP Love Under Will, particulièrement apprécié par John Peel, de Babalon signe avec le label Digital Hardcore Recordings (DHR) en 1996, publiant quelques EP et plus tard, son premier album au label, If You're Into It, I'm Out of It en 1997. De Babalon signera au label après s'être lié d'amitié avec son fondateur, Alec Empire, lors d'une rave party en 1994.
L'album est bien accueilli par la presse spécialisée, le chanteur de Radiohead, Thom Yorke, le décrivant d'« album le plus menaçant qu'[il] possède », mais qui reste différent des autres albums estampillés DHR, offrant une nouvelle vision de musique électronique qui varie grandement des autres artistes comme Atari Teenage Riot et EC8OR, qui mêlent industriel, punk hardcore et gabber. Avec la sortie de If You're Into It, I'm Out of It, de Babalon solidifie sa signature sonore.
Après cette sortie, de Babalon se sépare d'un commun accord avec Digital Hardcore Records et multiplie les productions dans quelques petits labels avant de se séparer de son public et de se mettre au théâtre. Sa dernière production musical est un split 12" avec Miguel Trost de Pedro (Kid606), avec qui il s'est lié d'amitié au label TigerBeat6. En 2001, avant de faire une pause, de Babalon ouvre pour Radiohead pendant leur tournée en soutien à Amnesiac,. Pendant une brève période, au milieu des années 2000, il produit pour Christian Haudej sous le nom de Übergang.
Depuis 2008, de Babalon publie d'autres morceaux, notamment sur sa page Bandcamp, comme The Haunting Past of Christoph de Babalon, Vol. 1 en 2014. Il publie la suite de son album If You're Into It, I'm Out of It, intitulée A Bond with Sorrow, au label TigerBeat6 en 2012. Son quatrième album, Short Eternities, est publié en 2015 chez Love Love Records.

## Discographie

### Albums studio
- 1995 : File Already Exists. Continue (Y/N)? (CFET)
- 1997 : If You're Into It, I'm Out of It (Digital Hardcore Recordings)
- 2012 : A Bond with Sorrow (TigerBeat6)
- 2015 : Short Eternities (Love Love Records)
- 2018 : Exquisite Angst (A Colourful Storm)

### Singles et EP
- 1994 : Love Under Will (vinyle, Fischkopf Hamburg)
- 1996 : Destroy Berlin! (vinyle, Digital Hardcore Recordings)
- 1997 : Seven Up (vinyle/CDEP, Digital Hardcore Recordings)
- 1998 : In a Bad Mood (vinyle, Ghetto Safari)
- 2000 : Rise Above This (vinyle, Zhark International)
- 2000 : Dark Background (Falsch)
- 2008 : Scylla and Charybdis (vinyle, CFET)
- 2010 : A World of My Own (vinyle, Restroom Records)
- 2012 : Traumspiel (TigerBeat6)
- 2017 : Grim Zenith (vinyle, VIS)

### Splits et collaborations
- 1995 : We Declare War! (split vinyle avec Paul Snowden)
- 1997 : Split entre Tocotronic/Christoph de Babalon (L'Age d'or)
- 2000 : FatCat Split Series #10 (split  vinyle avec Kid606) (FatCat Records)
- 2002 : Mean Grey Value (3.5" floppy disc avec M. Dinig) (89 mm)
- 2016 : Invocation of the Demon Twin Vol. 1 (split 12" avec Triames)
- 2016 : VISC 01 (cassette split avec Nina Trifft)

### Albums live
- 2017 : Live at Dance Affliction (Dance Affliction)

### Compilations
- 2014 : The Haunting Past of Christoph de Babalon, Vol. I (CFET)
- 2017 : The Haunting Past of Christoph de Babalon, Vol. II (CFET)
- 2017 : The Haunting Past of Christoph de Babalon, Vol. III (CFET)